# Шёквист, Густав
Густав Шёквист (швед. Gustaf Sjökvist; 7 декабря 1943, Варберг — 15 февраля 2015) — шведский органист и дирижёр.

## Биография
Окончил Королевскую музыкальную академию в Стокгольме (1970), ученик Херберта Бломстедта (симфоническое дирижирование) и Эрика Эриксона (хоровое дирижирование).
С 1967 года работал в кафедральном соборе Стокгольма, с 1981 года был его музыкальным руководителем. В 1986—1994 годах возглавлял Хор Стокгольмского радио, в 1994 году основал собственный камерный хор (швед. Gustav Sjökvist Kammarkor). С того же года часто выступал как приглашённый дирижёр с Хором Баварского радио.
С 1988 года Густав Шёквист преподавал в Стокгольмской академии музыки, с 1991 года — профессор. С 2000 года — придворный органист короля Швеции.
В числе его наград — медаль «Litteris et Artibus».